# Piechcin
Piechcin [ˈpʲɛxt͡ɕin] (deutsch Hansdorf bei Pakosch) ist ein Dorf in Polen in Kujawien-Pommern, Kreis Żnin, in der Gemeinde Barcin, 44 km von Bydgoszcz, 16 km von Inowrocław, 9 km von Barcin und 4 km von Pakość (Landstraße Nr. 251), in der historisch-ethnographischen Region genannt Pałuki. Das Dorf ist der Sitz der Gemeinderäte von Piechcin, die auch Aleksandrowo vertreten. Piechcin liegt an der Bahnstrecke Inowrocław–Drawski Młyn.